# Eidos
Eidos Interactive，上海子公司译名艺夺。是一家总部位于英国的电子游戏发行公司，成立于1990年。它初期經營影片壓縮科技。但隨著年代的發展，Eidos於1995年進軍遊戲娛樂市場并獲得了遊戲公司Domark的Championship Manager版權和在倫敦証券交易所上掛牌。在1996年4月，Eidos取得包括Core Design和US Gold的Centregold Group并鞏固了其在遊戲工業的地位。其後更先後於1998年和1999年取得晶体动力和Pyro Studios的股權，成為当时舉足輕重的遊戲商，在全世界擁有超過500個員工（包括超過250個開發者）以及附屬公司的650個開發者。
2009年2月12日，Eidos被日本史克威爾艾尼克斯在英国的子公司以8400万英镑（合1.2亿美元）收购。

## 游戏

### SCI
- 艾尔弗雷德的冒险
- Aqua Aqua
- 恶煞车手（英语：Carmageddon）
- 恶煞车手II
- 恶煞车手TDR 2000
- 冲突：沙漠风暴
- 冲突：沙漠风暴II
- 冲突：全球反恐
- 冲突：越南
- 地狱神探
- 酷砖块
- 网络战争
- 飞出个未来
- Frenzy
- Galleon
- Gender Wars
- Gumball 3000
- Kingdom O' Magic
- Live Wire
- Mille Miglia
- Mr. Tuff（未发行）
- 冠军拉力赛
- 冠军拉力赛 极限
- 理查德·伯恩斯拉力赛
- Rolling
- Spellcross
- SWIV
- SWIV 3D
- The Great Escape
- 偷天换日
- 割草者
- 雷鸟惊航
- 无可救药
- XS

### Eidos Interactive
战斗位置系列
- 战斗位置：中途岛－2007年
- 战斗位置：太平洋－2009年

冠军足球经理系列
- 冠军足球经理2010（最后）－2009年

杀出重围系列
- 杀出重围－2000年
- 杀出重围：隐形战争－2003年

恐惧反应系列
- 恐惧反应－2000年
- 恐惧反应2：Retro Helix－2001年
- 恐惧反应 地狱－2003年取消

杀手系列
- 杀手：代号47－2000年
- 杀手2：沉默刺客－2002年
- 杀手：契约－2004年
- 杀手：血钱－2006年

正当防卫系列
- 正当防卫－2006年
- 正当防卫2－2010年

凯恩与林奇系列
- 凯恩与林奇：死人－2007年

凯恩的遗产系列
- 血兆：凯恩的遗产－1996年
- 凯恩的遗产：勾魂使者－1999年
- 勾魂使者2－2001年
- 血兆2－2002年
- 凯恩的遗产：挑战－2003年

弹震症系列
- 弹震症：越南67－2004年
- 弹震症2：血迹－2009年

神偷系列
- 神偷：黑暗计划－1998年
- 神偷II：金属时代－2000年
- 神偷：致命阴影－2004年

古墓丽影系列
- 古墓丽影：黑暗天使－2003年
- 古墓丽影：传奇－2006年
- 古墓丽影：地下世界－2008年

混沌都市系列
- 混沌都市－1999年
- 混沌都市：暴乱反应－2006年

授权游戏
- 古怪赛车：冲撞－2008年
- 顶级王牌：神秘博士－2008年
- 科南時代：希伯來人的冒險－2008年
- 蝙蝠侠：阿卡姆疯人院－2009年

其他
- 格斗力量－1997年
- 格斗力量2－1999年
- 伊甸园计划－2001年
- 时空分裂者－2000年
- 时空分裂者2－2002年
- Whiplash－2003年
- 雪盲计划－2005年
- 心灵泡泡－2008年
- 怪物实验室－2008年